# Nya Kopparbergs bergslag

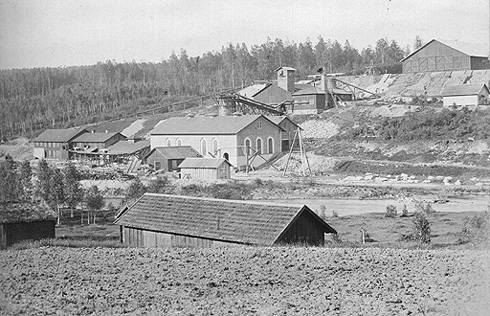
Stjernfors bruk i början av 1900-talet.

Nya Kopparbergs bergslag, före 1855 benämnt Ljusnarsbergs härad, var ett härad i den nordvästra delen av landskapet Västmanland. Bergslaget omfattade nuvarande Ljusnarsbergs kommun, vilken är en del av Örebro län. Namnet kommer av bergslaget Nya Kopparberg. Den totala arealen mätte knappt 666 km² och befolkningen uppgick år 1912 till 11 628 invånare. Tingsställe var till 1898 Kopparberg, därefter Lindesberg.

## Geografi
Nya Kopparbergs bergslag var beläget i den nordvästligaste delen av den västmanländska Bergslagen. Området ligger kring Storåns övre lopp och sträcker sig från sjöarna Ljusnaren och Salbosjön vilka avvattnas genom Rällsälven till Storån i söder och Hörksälvens lopp från sjön Norra Hörken och gränsen mot Dalarna i norr. I väster återfinns Nittälven vilken avvattnar den höglänta terrängen kring Älvhöjden där de högsta kullarna når över 400 m ö.h. Området tillhör den mest höglänta i hela landskapet och den jordbruksnäring som funnits har framförallt varit koncentrerad kring den centrala ådalen där också merparten av befolkningen bott, medan övriga delen av bergslaget framförallt dominerats av skogs- och bergsbruk. Häradet gränsade i söder till Lindes och Ramsbergs bergslag och i väster till Nora och Hjulsjö och Grythytte och Hällefors bergslag. I norr låg Västerbergslags tingslag i nuvarande Dalarnas län och i öster Skinnskattebergs bergslag i Västmanlands län.
Häradet hade en köping – Kopparbergs köping – vilken bildats ur municipalsamhället med samma namn, och som år 1962 gick upp i Ljusnarsbergs köping som år 1971 ombildades till kommunen med samma namn. Största tätorten är numera Kopparberg belägen cirka 80 km norr om Örebro.

### Socknar
Nya Kopparbergs bergslag omfattade endast en socken.
- Ljusnarsberg

samt
- Kopparbergs köping 1908–1961

## Historia
Under förkristen tid utgjorde landskapet Västmanland ett eget folkland i Sveariket och i likhet med de övriga Mälarlandskapen delades det tidigt in i s.k. hundare, vilka under 1300-talet kom att betecknas som härader. Området befolkades under utflyttning från det uppländska folklandet Fjädrundaland och fordom torde åtminstone östra Västmanland också ha räknats till detta. Nya Kopparberg var under medeltiden en skogsbygd som dock kom att räknas till Lindesbergs socken och därmed även hamnade under förläningarna i Örebro. 
År 1624 fann Mårten Finne från Löa koppar i området, vilket var startskottet för traktens bebyggelse. I de första handlingarna kallas området Lindesås finnmark (dvs Lindesbergs finnmark), och finnar var en betydande grupp av dem som byggde upp bruksrörelsen som länge var traktens kärnverksamhet. 1640 började området kallas Ljusnars kopparberg, och sedermera fick det namnet Nya Kopparberg med en anspelning på Stora Kopparberget i Falun, varifrån för övrigt många bergsmän kom inflyttade till trakten. Bergslaget fick 1641 sina bergsprivilegier, och då hade det redan bildats ett bergmästardöme med Harald Olofsson från Falun som förste bergmästare. Nya Kopparbergs bergslag ingick från 1637 i Tredje bergmästardömet med Hällefors silververk, Grythyttans bergslag och Hjulsjö bergslag, vilka alltså administrativt skildes från Nora bergslag och Linde bergslag. 1640 fick Ljusnarsberg en egen tingsplats. Tingsplats blev den gruvstuga som uppförts år 1642, sedan bergslaget fått sitt bergsprivilegium, och detta hus kom år 1758 att omvandlas till rådhus för att år 1893 få sin nuvarande utformning och funktion som tingshus. 
Under 1620-talet bröts Nya Kopparberg ur och bildade en egen socken och området kom att gå under namnet Ljusnarsbergs kopparberg. Ljusnarsbergs kyrka uppfördes år 1635 vid sjöarna norr om nuvarande samhället Kopparberg. 
Bland bergslagets andra bruksorter märks Ställdalen som fick sin hytta under de sista åren av 1700-talet och som senare kompletterades med ett pappersbruk; Stjärnfors som redan i mitten av 1600-talet hade en koppargruva och som under 1700- och 1800-talet blomstrade som bruksort; samt Högfors i bergslagets norra del. Gruvverksamhet har bl.a. funnit vid Mossgruvan, Finngruvan samt Salbogruvan. 
Bygden fick sina järnvägsförbindelser under 1870-talet då Bergslagsbanan drogs fram mellan orterna Ludvika i norr och Frövi i söder, vilket också gynnade gruvnäringen som dittills varit hänvisad till vattenvägarna. Järnvägen fick bl.a. station i den blivande köpingen Kopparberg där marknad hållits varje höst sedan 1700-talet. Sedan handeln släppts fri kom Kopparbergs marknad att bli en årlig tradition kring Mickelsmäss. Kopparbergs Bryggeri startade år 1882 och har sedan dess kommit att växa till en av de större bryggerikoncernerna i Sverige, med huvudkontor och fabrik i Kopparberg.

## Fögderier, domsagor, tingslag och tingsrätter
Häradets socknar hörde till följande fögderier:
- 1720–1856 Nora och Linde fögderi
- 1856–1917, 1946–1966 Linde fögderi
- 1918–1945 Nora fögderi
- 1967–1990 Lindesbergs fögderi

Häradets socknar tillhörde följande domsagor, tingslag och tingsrätter:
- 1680–1854 Ljusnarsbergs tingslag inom   
  - 1680–1771 Norra Närkes domsaga
  - 1772–1854 Nora, Ljusnarsbergs, Linde/Ramsbergs och Grythytte häraders domsaga
- 1855–1898 Nya Kopparbergs bergslags tingslag i Lindes domsaga (Linde och Ramsberg, Nya Kopparberg samt Fellingsbro härader)
- 1899–1950 Lindes domsagas tingslag i Lindes domsaga
- 1951–1970 Lindes och Nora domsagas tingslag i Lindes och Nora domsaga (Grythytte/Hällefors, Nora/Hjulsjö, Fellingsbro, Nya

- 1971–2005 Lindesbergs tingsrätt och dess domsaga
- 2005– Örebro tingsrätt och dess domsaga